# Tina Wrase
Tina Wrase (* 1960; † September 2000 in Berlin) war eine deutsche Jazzmusikerin (Saxophon/Klarinette), die insbesondere für freie Improvisation bekannt war.

## Leben
Wrase absolvierte die Hochschule der Künste Berlin. Anschließend spielte sie in verschiedenen deutschen und internationalen Jazzformationen. Ihre bevorzugten Instrumente waren Sopransaxophon und Bassklarinette. Sie hatte mit dem Linear Ensemble und dem Duo Azoth mit dem Gitarristen Lothar Fiedler zwei eigene Bands und war auch als Theatermusikerin tätig. Gemeinsam mit Lothar Fiedler vertonte sie Texte von Christa Wolf und begleitete eine Reihe von Kunstperformances zu Wolfs Texten Im Stein, Kassandra und Medea: Stimmen (z. B. 2000 Medea gemeinsam mit Christa Wolf am Théâtre national de la Colline in Paris) sowie von John Barton Epsteins Vega.
Im September 2000 starb sie an einer Krebserkrankung. Im Andenken widmete Steve Lacy ihr seine Komposition „Tina’s Tune“, die auf seinem Album November veröffentlicht ist.

## Musikalische Kollaborationen
Wrase arbeitete unter anderem mit folgenden Musikern/Gruppen zusammen:
- Association Urbanetique (Felix Wahnschaffe, Frank Schimmelpfennig, Horst Nonnenmacher, Rainer Robben)
- Steve Lacy: Berlin Saxophonic Orchestra[1]/Steve Lacy + 6 (Aufführung von Lacys Oper The Cry, u. a. in Paris,[9] Washington,[10] Antwerpen,[11] Tampere[12] und Berlin.[13])
- Sam Rivers: Improvisors Pool[14]
- Tilmann Dehnhard (Zusammenarbeit seit der Studienzeit an der Hochschule der Künste Berlin, z. B. Journey Street[15] produziert von Lee Townsend)
- Martina Cizek (Flötistin/Saxophonistin)
- Veronika Vogel (Gitarristin/Sängerin)[16]
- Vega (mit Lothar Fiedler, Heiner Reinhardt sowie John Barton Epstein)

Tom Lord verzeichnet im Bereich des Jazz sieben Aufnahmen Wrases zwischen 1988 und 1995. Weiterhin ist sie auf Alben von Georgette Dee, Nûrê und der Hochschule der Künste Berlin zu hören.

## Diskographische Hinweise
- Association Urbanetique: Ass Bedient (Jazz4Ever 1995, nur auf dem Titel „Teneriffa-Kakerlaken“ Bassklarinette)
- Improvisors Pool Featuring Sam Rivers and Alexander von Schlippenbach: Backgrounds for Improvisors (Free Music Production 1996; Sopransaxophon, auch Komposition)[14]
- Steve Lacy + 6: The Cry, Soul Note (1999), Tina Wrase: Sopran- und Sopraninosaxophon und Bassklarinette[18]

## Trivia
Ihr Sopransaxophon (Marke C. G. Conn aus dem Jahr 1927) befindet sich im Besitz des Musikers Gert Anklam.